# Ферреол из Юзеса
Ферреол (лат. Ferreolus, фр. Ferréol; 530 — 4 января 581) — епископ Юзесский и, возможно, епископ Нимский, память 4 января.
Святой Ферреол родился в Нарбонне и был внуком Хлодерика, что из Рипуарских франков. Епископы в Галлии времён Меровингов принадлежали к высшему сословию. Ферреол основал монастырь, для которого написал правило, сохранившееся по сей день. В нём выполнение записей в скриптории полагается равным ручному труду. Согласно этому правилу монах, «который не переворачивает землю плугом, должен писать на пергаменте своими пальцами». Как епископ города Юзес, святой Ферреол посвятил себя обращению тамошних евреев в христианство.
При Хильдеберте I святой Ферреол был смещён со своей кафедры в 555 году за то, что жил в слишком дружелюбных отношениях с евреями из Септимании. Этот тщательно романизированный регион до недавненго времени был управляем визиготами, исповедовавшими арианство. Отсутствие напряжённых отношений с давно основанным городским еврейским сообществом было традицией визиготов. Согласно «Житию святого Ферреола», его мотивы предопределялись желанием обратить евреев в христианство.
Через три года святой Ферреол вновь взошёл на епископскую кафедру. По преданию, теперь ему пришлось строго придерживаться «линии Меровингов»: «Ферреол приказал евреям из его епархии собраться в храме Святого Теодориха и принять крещение. Некоторые евреи оставили свою веру; он запретил остальным оставаться в городе и изгнал их из своей епархии» в 558 году.
Его сестра, святая Тарсикия Родезская (память 15 января), жила отшельницей в Руэрге около Родеза, почитаемая по сей день. По ошибке она считается внучкой короля Хлотаря II, хотя она была внучкой Хлотаря I и, что менее правдоподобно, святой Радегунды. Таким образом, они принадлежали к многочисленному королевскому двору Меровингов, почитание которого поддерживается Церковью.
Ранее легендарные Ферреол и Ферруцион Безансонские были посланы проповедовать Благую Весть в Безансон в конце II века. В 1320 году регент Собора Парижской Богоматери, Гуго Безансонский, основал капелланство «в память свв. Ферреола и Ферруциона» в алтаре одной из вновь построенных часовен.
Святой Ферреол кратко упоминается в эпизоде 12 («Cyclops») в романе Джеймса Джойса «Улисс».